# بادي كرامب
بادي كرامب (بالإنجليزية: Buddy Crump)‏ هو لاعب كرة قاعدة أمريكي، ولد في 29 نوفمبر 1901 في نورفولك في الولايات المتحدة، وتوفي في 26 سبتمبر 1976 في رالي في الولايات المتحدة.

## وصلات خارجية
- بادي كرامب على موقعبيزبول رفرنس.كوم (الدوري الرئيسي) (الإنجليزية)
- بادي كرامب على موقعبيزبول رفرنس.كوم (الدوري الثانوي) (الإنجليزية)